# VVD-lijsttrekkersreferendum 2006

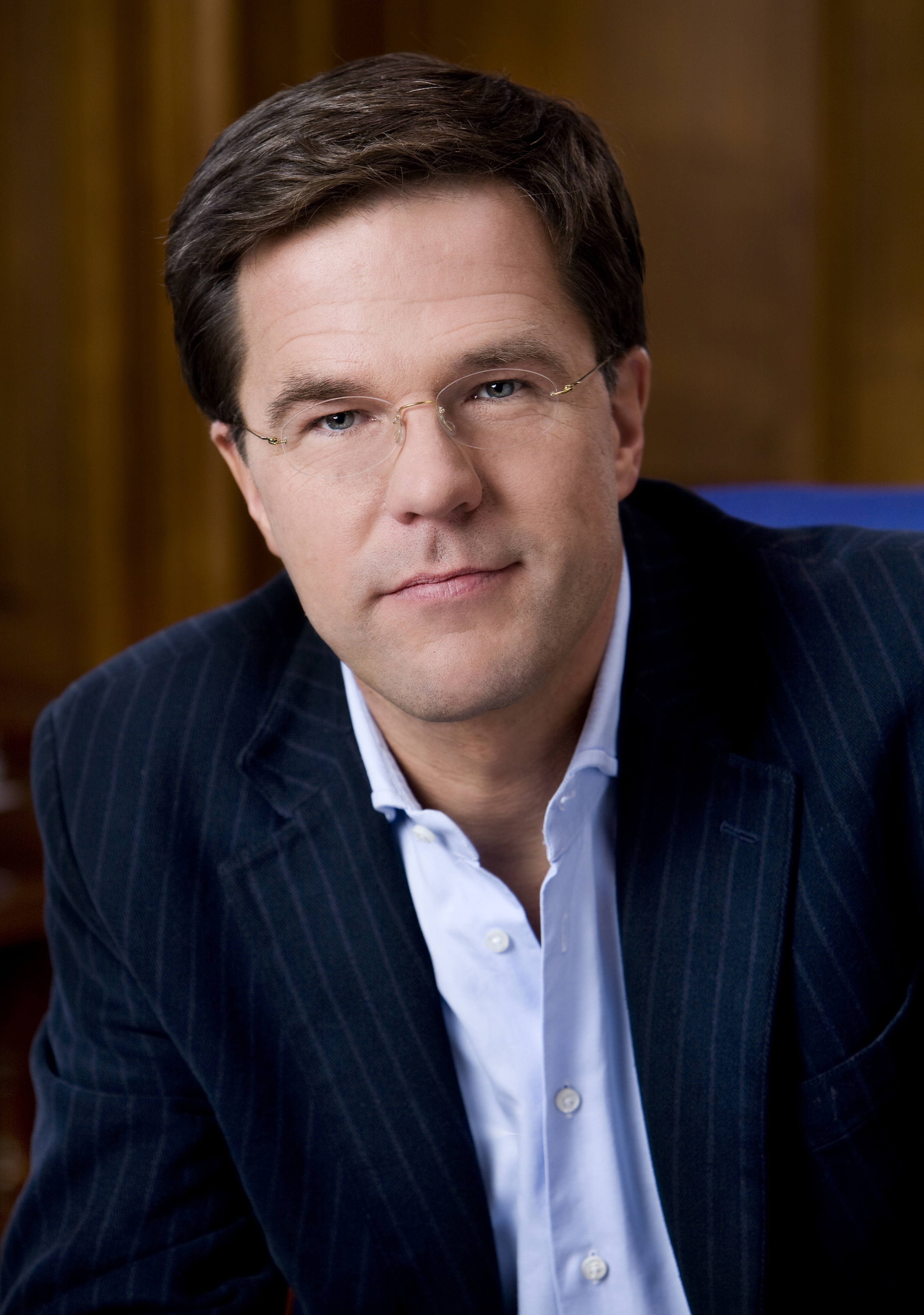
Mark Rutte

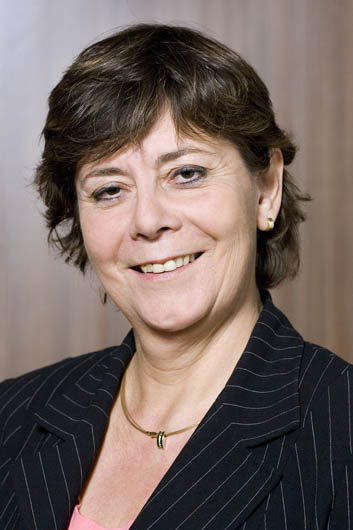
Rita Verdonk

In mei 2006 hield de Volkspartij voor Vrijheid en Democratie (VVD) een intern lijsttrekkersreferendum over het lijsttrekkerschap van de partij bij de volgende verkiezingen.
Na de Nederlandse gemeenteraadsverkiezingen van 2006 trad Jozias van Aartsen af als fractievoorzitter van de VVD in de Tweede Kamer en kondigde aan dat hij geen kandidaat was voor het lijsttrekkerschap van zijn partij bij de volgende verkiezingen. De VVD had een nationale campagne gevoerd bij de verkiezingen en Van Aartsen had zijn politieke lot verbonden aan de uitslag: de VVD moest ten minste 15% van de stemmen krijgen. Dat haalde de partij niet.
Na zijn aftreden werd een referendum uitgeschreven onder alle leden. Er meldden zich drie kandidaten:
- Mark Rutte, op dat moment staatssecretaris van Onderwijs, Cultuur en Wetenschap, stelde zich als eerste kandidaat. Hij werd gesteund door een groot gedeelte van de partijtop, waaronder het partijbestuur en politici als Frank de Grave, Ivo Opstelten en Ed Nijpels.
- Jelleke Veenendaal, op dat moment Kamerlid, stelde zich vrij onverwacht kandidaat. Zij was slechts drie jaar Kamerlid geweest. Zij stelde zich tegenkandidaat omdat als er maar een kandidaat was de verkiezingen een lege huls zouden zijn geweest.
- Rita Verdonk op dat moment minister zonder portefeuille voor Vreemdelingenzaken en Integratie, stelde zich als laatste kandidaat na intensieve media-aandacht.[1] Zij werd gesteund door Frits Bolkestein. Haar campagne werd gerund door Pim Fortuyns campagnemanager Kay van der Linde.

Een onafhankelijke commissie overzag de verkiezingen. Omdat de stemprocedure fraudegevoelig zou zijn, eiste Verdonk bij de verkiezing de aanwezigheid van eigen waarnemers. 74% van de leden (28.788 leden) stemden. Dit kon per telefoon en internet. De resultaten werden bekendgemaakt op 31 mei 2006 in Hotel Okura Amsterdam. Mark Rutte won de verkiezingen met 51% van de stemmen tegen Verdonks 46% en Veenendaals 3%.
Rutte werd vervolgens fractievoorzitter van de VVD in de Tweede Kamer en werd bij de Tweede Kamerverkiezingen van 2006 lijsttrekker. Verdonk was tweede op lijst. Bij de verkiezingen kreeg Verdonk meer voorkeurstemmen dan Rutte. Zij eiste na de verkiezingen het partijleiderschap op. Na een lang conflict tussen Verdonk en Rutte verliet Verdonk in 2007 de VVD en richtte haar eigen partij op, Trots op Nederland. Ze behield haar zetel in de Tweede Kamer.